# Plastic Man
Plastic Man ist der Titel einer Reihe von Comicveröffentlichungen, die seit 1941 von den US-amerikanischen Verlagen Quality Comics (1941–1956) bzw. DC-Comics (seit 1966) herausgegeben werden, sowie einer Fernsehzeichentrickserie aus den 1980er-Jahren, die auf diesen Comics basiert.
Die „Plastic-Man“-Comics handeln von den Abenteuern einer gleichnamigen Figur – Plastic Man oder kurz „Plas“ – die seit einem Unfall über die Fähigkeit („Superkraft“) verfügt, ihren Körper nach Belieben zu verformen und nahezu jede ihr beliebige Gestalt nachzuahmen. Dabei ist sein Körper sowohl dehnbar wie Gummi als auch zäh und flüssig wie Knetmasse. Plastic Man, der seine Gaben nutzt, um als Detektiv und Selbstdarsteller zu beeindrucken, wurde 1940/1941 von dem Amerikaner Jack Cole ursprünglich als Parodie auf die sogenannten „Superhelden“ – wie etwa Superman, Batman oder Aquaman – entwickelt, die zu dieser Zeit äußerst populär waren. Charakterlich ist Plastic Man ein ziemlicher Draufgänger, der große Reden schwingt und versucht, Punkte beim weiblichen Geschlecht zu sammeln, jedoch meistens lächerlich bis aufdringlich wirkt.
Die Formel, die Cole seinen Geschichten zugrunde legte – „ein Superhelden-Comics mit selbst- beziehungsweise mit parodistischen Zügen“ –, ist dabei bis in die Gegenwart in praktisch allen Plastic-Man-Geschichten angewendet worden. In den Comics der Reihe gehen traditionell Elemente des „witzigen“ Fun-Comics und des „aufregenden“ – mit „Action“, „Abenteuer“ und „Spannung“ gefüllten – Superhelden-Comics miteinander einher. Dementsprechend sind die charakteristischen Elemente der Serie zum einen die für das Superhelden-Genre typischen Ingredienzien aus den Bereichen Science-Fiction/Fantasy einerseits und Action andererseits sowie die für eine Parodie typischen humoristischen Züge. Hinzu kommen – aufgrund von Plastic Mans Profession – Anleihen aus dem Genre der Kriminal-, zumal der Detektivgeschichte.

## Veröffentlichungsdaten
Die erste Plastic-Man-Geschichte wurde im August 1941 in der Ausgabe #1 der Serie Police Comics veröffentlicht. Die Police Comics, die im Programm des Verlages Quality Comics erschienen, beinhalteten in jeder Ausgabe mehrere Geschichten, die die Abenteuer verschiedener Figuren zum Inhalt hatten: Da die Geschichten um Plastic Man binnen weniger Monate bei den Lesern zum weitaus beliebtesten „Feature“ der Police Comics wurden, wurde die Reihe schließlich mit Ausgabe #5 zur Hauptreihe der Serie gemacht. Den Plastic-Man-Geschichten wurden dementsprechend nicht nur der meiste Platz, gemessen in Seitenzahlen pro Heft, sondern auch die meisten Titelblätter gewidmet, auf denen fortan fast immer Szenen aus Plastic-Man-Geschichten zu sehen waren.
Parallel zu den Plastic-Man-Geschichten in Police Comics veröffentlichte Quality Comics eine eigenständige Plastic-Man-Serie, die ausschließlich Geschichten um den schrägen Superhelden beinhaltete: Die Serie lief von 1943 bis November 1956 und erreichte insgesamt vierundsechzig Ausgaben. Aus den Police Comics wurde Plastic Man in der Zwischenzeit, nachdem er knapp zehn Jahre lang die „Hauptrolle“ in ihnen gespielt hatte, mit der Ausgabe #102 vom Oktober 1950, herausgenommen, nachdem Quality Comics im Zuge einer Generalüberholung beschlossen hatte, fortan keine Superhelden-Features mehr in der Serie abzudrucken, sondern ausschließlich „lebensechte“ Kriminalgeschichten in ihr zu bringen.
Cole etablierte bereits in den ersten Plastic-Man-Geschichten die für die Figur bzw. die Reihe typischen Zutaten: Die selbst für Comicverhältnisse mitunter äußerst schrullige Handlung der Geschichten um den „Knautschmann“ und ein gelegentlich bis ins Surreale ufernder Slapstick-Humor. Hinzu kam eine Erzähltechnik, die optisch wie inhaltlich die Normen des amerikanischen Comics – zumal des Comics der 1940er-Jahre – geradezu sprengte: Anstatt die Handlung ausschließlich innerhalb von den für die Zeit typischen festen „Rahmen“ der einzelnen Panels stattfinden zu lassen, ließ Cole seinen Protagonisten gerne und häufig seinen dehnbaren Körper kreuz und quer durch verschiedene Bilder schlängeln und winden. Die Zeichnungen selbst waren, dem Thema entsprechend, nicht – wie etwa im Falle von Superman – darum bemüht, Figuren und Hintergründe darzustellen, die zumindest visuell der Realität möglichst nahe kamen, sondern schwelgten vielmehr in einer bewusst cartoonhaften Optik. Häufig waren zudem künstlerische Experimente.
Nach dem Bankrott von Quality Comics erwarb DC-Comics 1957 die Rechte an Plastic Man. Nach einer einzelnen Plastic-Man-Geschichte, die in dem Heft House of Mystery #160 erschien, brachte DC ab Dezember 1966, nach einer knapp zehnjährigen Pause, eine neue Plastic Man Serie auf den Markt. Diese Serie wurde bis Juni 1968 fortgesetzt, erschien zweimonatlich und erreichte insgesamt zehn Ausgaben. Die künstlerische Gestaltung der Hefte besorgten dabei der Autor Arnold Drake und nacheinander die Zeichner Gil Kane (#1), Win Mortimer (#2–7) und Jack Sparling (#8–10).
In den 1970er Jahren folgten mehrere Abenteuer als Gast-Hauptfigur des düsteren Superhelden Batman in den Ausgaben #76, 95, 123 und 148 der Serie The Brave and the Bold sowie das DC Special #15 vom Dezember 1971, das alte Geschichten aus den 1940er-Jahren nachdruckte (Police Comics #1 und 13, sowie Plastic Man #17, 25 und 26).
Von März 1976 bis November 1977 folgten zehn weitere als Plastic Man betitelte Hefte einer zweiten fortlaufenden Serie, die anknüpfend an die Serie der 1960er-Jahre als #11–20 nummeriert wurden. Gestaltet wurden diese Hefte von Autor Steve Skeates und John Albano sowie der Zeichnerin Ramona Fradon. Hinzu kamen Geschichten in der Anthologieserie Adventure Comics in der von Januar bis Dezember 1980 in den Heften #467 bis 478 – neben Geschichten um Starman und Aquaman – Geschichten um den Mann aus Plastik erschienen, die größtenteils von Joe Staton gezeichnet wurden.
Von November 1988 bis Februar 1989 erschien eine vierteilige Plastic-Man-Miniserie von Autor Phil Foglio und Zeichnerin Hilary Barta, die die Herkunftsgeschichte des vergnüglichen Superhelden noch einmal erzählte. Im Jahr 1999 publizierte DC ein Plastic Man Special, das von dem Kanadier Ty Templeton umgesetzt wurde, der sowohl die Aufgaben des Autors als auch die des Zeichners wahrnahm.
Zwischen Februar 2004 und Januar 2006 brachte DC nach längerer Pause erneut eine fortlaufende „Plastic Man“-Serie auf den Markt. Diese erreichte insgesamt zwanzig Ausgaben, die von dem Künstler Kyle Baker gestaltet wurden. Neben den für die Figur traditionellen Humor-Bereichen wurden dabei vor allem mediale und inhaltliche Stereotype des modernen Superheldencomics bzw. des amerikanischen Comicmarktes zur Zielscheibe gutwilligen Spotts. Diese Serie wurde mit mehreren Preisen ausgezeichnet.
In deutscher Übersetzung erschien ein einzelnes Plastic-Man-Album in den 1980er-Jahren im Stuttgarter Ehapa-Verlag. 2016 erschien in der vom Verlag Eaglemoss herausgebrachten DC Comics Graphic Novel Collection ein Sammelband, der die ersten sechs Ausgaben der Serie von Kyle Baker sowie die Plastic-Man-Geschichte aus Police Comics #1 enthielt.
Plastic Man war weiterhin ein wiederkehrender Charakter in der Zeichentrickserie Batman: The Brave And The Bold.

## Handlung und Hauptfigur
Im Mittelpunkt von Plastic Man steht der ehemalige Kleinganove und nunmehr Privatdetektiv Eel O’Brian, der seit einem Unfall (er stürzt bei einem Einbruch in eine Chemiefabrik in einen mit einer experimentellen Substanz angefüllten Bottich) über die Fähigkeit verfügt, seinen Körper nach Belieben in jeden ihm genehmen Gegenstand verwandeln zu können. Aufgrund der extrem elastischen, gummiartig dehn- und stauchbaren Beschaffenheit seines Körpers ist O’Brian zudem resistent gegen äußere Gewalteinwirkung und somit nahezu unverwundbar.
Um seinen verdorbenen früheren Lebenswandel als Krimineller wiedergutzumachen und um nebenbei ein Vermögen anzuhäufen, nutzt O’Brian (gelegentlich unter dem Pseudonym Ralph Jones) seine neugewonnenen Fähigkeiten, um fortan gemeinsam mit seinem Partner, dem etwas kleingeratenen, dicklichen Woozy Winks eine Kanzlei als „alternative“ Privatdetektive zu betreiben.
Später hat die Figur zudem einen zehnjährigen Sohn (Luke McDunnagh), der aus der außerehelichen Beziehung mit einer Stripperin stammt (JLA #), und lässt zeitweise sein Gedächtnis löschen, um – frei von der Erinnerung an sein durchgedrehtes Superheldendasein – ein besserer und verantwortungsvollerer Vater sein zu können. Zudem hat er seine Fähigkeit entdeckt, nicht nur seine Gestalt, sondern auch seine Körperfarbe zu ändern, einen der Gothic-Bewegung anhängenden Teenager namens Edwina adoptiert und eine Beziehung mit der FBI-Agentin Morgan begonnen.

## Nebenfiguren

### Woozy Winks
Wolfgang „Woozy“ Winks ist Plastic Mans bester Freund und Partner in seiner Detektivkanzlei. Der Charakter, der erstmals in Police Comics #13 vom November 1942 auftauchte, dient in den meisten Plastic-Man-Geschichten als Gesprächs- und Interaktionspartner des Titelhelden und wird vor allem auch als erzählerisches Werkzeug genutzt: So schildert er manchmal als „Sprecher“ die Handlung (von der er zugleich ein Teil ist) und versorgt durch seine Gespräche mit Plastic Man den Leser mit Informationen, die diesem die Eingangssituation einer Geschichte expositionsmäßig erklären oder die weiteren Handlungen und Schritte Plastic Mans logisch machen. Daneben dient Winks häufig auch zu Comic Relief-Zwecken, d. h. zur humoristischen Auflockerung der Handlung durch witzige oder absurde Kommentare, „Wegwerfwitze“ am Rande, kleine Malheurs oder harmlose Unfälle.
Winks ist ein kleiner, dicklicher Mann mit einer Knollennase und einem Pfannkuchengesicht. Für eine „Superheldenassistenten“-Figur der 1940er-Jahre typisch ist er tollpatschig, ungeschickt, übergewichtig und ein wenig schlampig. Winks' Persönlichkeit ist dem Komiker Lou Costello nachempfunden. In den frühen Plastic-Man-Geschichten besitzt Winks die passive Superkraft, „vom Schicksal durch immer neue glückliche Fügungen beschützt zu werden“, wenn er in Not gerät. Diese Fähigkeit verdankt er dem Zauberspruch einer Zigeunerin, deren Leben er gerettet hat. Während die meisten Plastic-Man-Geschichten Winks als einen „von Hause aus dümmlichen Mann“ beschreiben, wartet das 1999er Plastic Man Special mit einer alternativen Erklärung für seine „Wooziness“ („Benebeltheit“) auf. Demzufolge war Winks ursprünglich ein hochintelligenter Agent namens „Green Kobra“, der während eines gemeinsamen Einsatzes mit Plastic Man zusammen mit diesem in einem Schrank eingesperrt wurde. Da Plastic Man zu diesem Zeitpunkt verwundet war, war Winks gezwungen, die aus Plastic Mans Wunde austretenden „Dämpfe“ einzuatmen. Da diese aufgrund von O’Brians verändertem Organismus in etwa die Beschaffenheit von Klebstoff hatten, schädigten sie Winks' Gehirn und machten ihn zu dem etwas täppisch-drögen Mann, der er heute ist.

## Rezeption
Andreas C. Knigge bezeichnete Jack Coles Plastic-Man-Comics als die „vor allem wegen zuweilen schrill-komischer Slapstickeinlagen [...] phantasievollste Superheldenserie des Golden Age.“
Der erste Band der Nachdrucke von Jack Coles ursprünglicher Serie als Plastic Man Archives erhielt 1999 den Eisner Award in der Kategorie Beste archivalische Sammlung sowie den Harvey Award als Beste inländische Neuauflage. Ebenso wurde 2002 der Harvey Award für die "Beste biografische, historische oder journalistische Präsentation an Jack Cole und Plastic Man verliehen.
Die von Kyle Baker verfasste Plastic-Man-Serie wurde 2004 in der Kategorie Beste neue Serie sowohl mit dem Harvey Award, als auch mit dem Eisner Award ausgezeichnet. 2005 erhielt die Serie in der Kategorie Beste Publikation für junge Leser ebenfalls einen Eisner Award. Baker selbst erhielt 2004, 2005 und 2006 u. a. für diese Serie den Eisner Award in der Kategorie Bester Autor/Zeichner: Humor sowie die Sonderauszeichnung für Humor der Harvey Awards in den Jahren 2004 und 2005.